# Шарп, Грэнвилл
Грэ́нвилл Шарп (англ. Granville Sharp; 10 ноября 1735, Дарем — 6 июля 1813) — британский политик, юрист, общественный деятель, филантроп, библеист, филолог, один из основателей аболиционистского движения.

## Биография
Был девятым из четырнадцати детей Томаса Шарпа (1693—1758), священника, религиозного писателя и биографа своего отца, Джона Шарпа, архиепископа Йоркского. Получил образование в средней школе в родном городе и затем отдан в учение лондонскому торговцу полотном; его ученичество закончилось в 1757 году, тогда же умерли его родители. В 1758 году он, получив за время ученичества большие познания в области иврита и греческого, устроился на работу клерком в одно из подразделений лондонского Тауэра. Эта работа давала ему большое количество свободного времени для занятий наукой, и до 1779 года он написал несколько работ по библеистике.
Наиболее известен, однако, он за его активную деятельность в области пропаганды отмены рабства чернокожих. В 1767 году он оказался вовлечён в тяжбу с владельцем раба по имени Джонатан Стронг, по итогам которой было решено, чтобы раб остаётся законным движимым имуществом своего владельца даже на английской земле. Шарп решил бороться с этим решением как посредством статей, так и речей в судах, действующих по нормам общего права; в итоге в деле Джеймса Соммерсетта было решено, что раб становится свободным, когда он ступает на английскую землю.
Шарп горячо сочувствовал восставшим американским колонистам, а в Англии защищал парламентскую реформу и законодательную независимость Ирландии, агитировал против принудительной вербовки для службы в военно-морском флоте. Именно благодаря его усилиям епископы для Соединённых Штатов Америки были рукоположены Архиепископом Кентерберийским в 1787 году. В том же самом году он принял участие в основании Общества за запрещение африканской работорговли и создании поселения для освобождённых рабов в Сьерра-Леоне. Грэнвилль Шарп был также одним из основателей Британского и зарубежного общества по распространению Библии и Общества «Преобразования» евреев. Один из его трактатов, названный Remarks on the Uses of the definitive article in the Greek text of the New Testament, изданный в 1798 году, представил на обсуждение закон, известный как «канон Грэнвилля Шарпа», который вследствие его сильной опоры на униатскую доктрину привёл к знаменитым дебатам в котором приняли участие многие теологи того времени, включая Кристофера Уордсворта. Этот закон гласил, что «когда два личных существительных одного и того же падежа связаны между собой καί, если у первого из них есть определённый артикль, а у второго нет, то оба они относятся к одному и тому же человеку». Мемориал в честь Шарпа был установлен после его смерти в Вестминстерском аббатстве.